# Juan O'Gorman

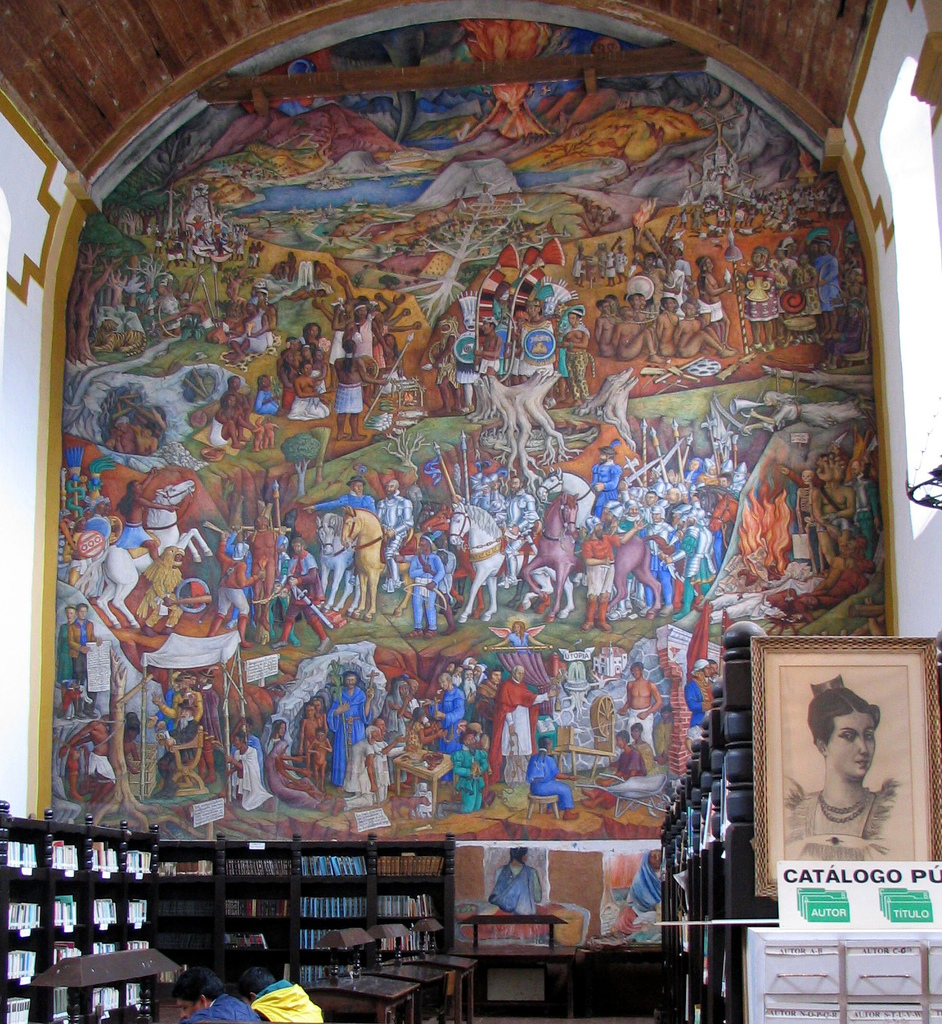
Historia de Michoacán, Mural de la Biblioteca Gertrudis Bocanegra

Juan O'Gorman (6 de julho de 1905 - 17 de janeiro de 1982) foi um pintor e arquiteto mexicano. É tido como um dos principais expoentes da segunda geração de artistas do Muralismo Mexicano, movimento impulsionado pela Revolução de 1910 e considerado como a mais importante corrente estética da arte moderna do México. Na arquitetura, é considerado o percursor da fase moderna com a corrente funcionalista.
Sua carreira foi definida por duas correntes de pensamento da arquitetura, a funcionalista e organicista, as quais buscam atender as necessidades humanas com a maior eficiência possível e de acordo com as potencialidades dos espaços. Trouxe novos valores para a arquitetura, com o intuito de atender as carências populares. Nas artes plásticas, experimentou novas possibilidades de expressão, como o uso de pedras coloridas para a formação de mosaicos na pintura de mural. Seu trabalho faz com que seja considerado um artista completo, que consegue aliar a sensibilidade à funcionalidade.

## Biografia
Segundo sua autobiografia, escrita por Antonio Luna Arroyo, Juan O'Gorman nasceu no dia 06 de julho de 1905, no distrito de Coyoacán, na Cidade do México, México. Filho do engenheiro de minas de origem irlandesa Cecil Crawford O'Gorman e de Encarnación O'Gorman Moreno, cuja família teve importante participação no movimento de independência do México. Seu interesse pela arte e sua formação são de responsabilidade de sua avó materna, Angelita Moreno, a quem também se deve a paixão pela cultura e tradição mexicanas.